# Mont Afadjato
Le mont Afadjato est une montagne du Ghana, le point culminant du pays. Elle se situe à une altitude de 885 mètres dans le district de Jasikan, dans la région de la Volta, près de la frontière avec le Togo.